# Глагола Олександр Олександрович
Олександр Олександрович Глагола (нар. 19 липня 1997, Свалява, Закарпатська область, Україна) — український футболіст, півзахисник. Капітан закарпатського клубу «Вільхівці».

## Життєпис
Народився в місті Свалява Закарпатської області.

### Юнацько—молодіжна кар'єра
Футболом розпочинав займатися в свалявській ДЮСШ, потім перейшов до моршинської «Скали». У 2011 році перейшов у «Мукачеве», де тренувався під керівництвом Золтана Сільваші. Наступного року отримав запрошення від донецького «Шахтаря», де виступав за юнацькі команди клубу. Загалом на дитячо-юнацькому рівні (ДЮФЛ) провів 75 ігор та відзначився 40 голами. У 2013 році брав участь у відбіркових змаганнях до чемпіонату Європи (U-17), в складі юнацької збірної України (U-16). В 2014 році був переведений у юнацьку (U-19) команду, поступово залучався до молодіжної команди «гірників». У сезоні 2018/19 років був провідним гравцем та капітаном молодіжної команди донеччан. Також в сезонах 2014/15 та 2015/16 грав у юнацькій Лізі чемпіонів УЄФА.

### Клубна кар'єра
На початку липня 2019 року підписав повноцінний контракт з «Минаєм». У новій команді дебютував 23 серпня 2019 року в переможному (3:1) домашньому поєдинку 5-го туру Першої ліги проти «Кременя». Олександр вийшов на поле в стартовому складі, на 63-й хвилині отримав жовту картку, а на 70-й хвилині його замінив Євген Русин. По завершенню сезону разом з командою здобув путівку до Української Прем'єр-ліги, здобувши чемпіонство першої української ліги. У тому ж сезоні команда також дійшла до півфіналу кубка України, в півфінальному (0:2) матчі проти київського «Динамо» Олександр вийшов на поле в стартовому складі, а на 43-й хвилині його замінив Олексій Шпак. У Прем'єр-лізі дебютував 17 жовтня 2020 року вийшовши на поле в стартовому складі в програному (0:1) домашньому поєдинку 6-го туру проти ФК «Маріуполь».
У зимове міжсезоння 2020/21 приєднався до житомирського «Полісся», за який виступав до наступного зимового міжсезоння. У січні 2022 року підписав контракт із клубом «Ужгород», проте через повномасштабне російське вторгнення в Україну — за команду не виступав, як і решта гравців. Після чого грав у чемпіонаті Закарпатської області за команду «Поляна». У березні 2023 року підписав контракт з першоліговим футбольним клубом «Буковина» (Чернівці), за який дебютував 9 квітня того ж року в переможному (2:1) матчі першої ліги проти клубу «Полтава». 22 вересня 2023 року Олександр провів 50-й офіційний матч у першій лізі України. В січні 2024 року за обопільною згодою сторін покинув чернівецьку команду, за цей час у футболці «жовто-чорних» Олександр провів 24 матчі в усіх турнірах. 

## Досягнення
«Минай»
- Перша ліга України:
  -  Переможець (1): 2019/20
- Кубок України:
  -  Півфіналіст (1): 2019/20

«Шахтар» (Донецьк)
- Юнацька ліга УЄФА:
  -  Фіналіст (1): 2014/15
- Молодіжний чемпіонат України:
  -  Чемпіон (1): 2017/18
- Юнацький чемпіонат України:
  -  Чемпіон (1): 2014/15

## Статистика
Станом на 1 січня 2024 року
| Турніри                | Матчі | Кількість забитих м'ячів |
| ---------------------- | ----- | ------------------------ |
| Національні            |       |                          |
| Прем'єр-ліга України   | 1     | 0                        |
| Кубок України          | 9     | 2                        |
| Перша ліга України     | 58    | 1                        |
| Всього                 | 68    | 3                        |
| Прем'єр-ліга (U-21)    | 72    | 16                       |
| Прем'єр-ліга (U-19)    | 43    | 14                       |
| Всього                 | 115   | 30                       |
| Міжнародні             |       |                          |
| Юнацька ліга УЄФА      | 6     | 0                        |
| Юнацька збірна України | 3     | 0                        |
| Всього                 | 9     | 0                        |
| Всього за кар'єру      | 192   | 33                       |